# Iowa (album)
Iowa is het tweede studioalbum van de Amerikaanse nu-metalband Slipknot, het werd via Roadrunner Records uitgebracht op 28 augustus 2001. De titel verwijst naar de staat van waar de band afkomstig is.
Na het grote succes van hun eerste album Slipknot stond de band onder grote druk om een nieuw album uit te brengen. Het zorgde voor onderlinge ruzie tussen de leden. De band noemt het schrijven en opnemen van het album de "donkerste tijd uit hun carrière". Het is overigens ook het eerste Slipknotalbum waarop Jim Root op elk nummer meespeelt, aangezien hij bij hun vorige album dat slechts op twee nummers deed.
Iowa eindigde in negen landen in de top tien van albumlijsten. Twee nummers van het album, "Left Behind" en "My Plague", werden genomineerd voor een Grammy. Een criticus noemde het album "een absolute overwinning voor Nu Metal". Terwijl Iowa technischer is dan Slipknots debuutalbum is het het zwaarste Slipknotalbum ooit. Iowa heeft platina status in de VS en Canada.

## Productie
Het album werd geschreven en opgenomen in een studio in Los Angeles, Californië met wederom producent Ross Robinson. Terwijl de meeste leden een pauze namen na een vermoeiende tournee, schreven drummer Joey Jordison en bassist Paul Gray materiaal dat in de meeste nummers van Iowa terug zou komen. In januari 2001 gingen alle leden de studio in. Volgens Jordison was de tijd in de studio de ergste tot dan toe, wat vooral kwam door oververmoeidheid en een aantal drugs- en alcoholverslavingen bij verschillende leden. Ross Robinson brak tijdens de productie zijn rug bij een fietsongeluk, maar kwam met waardering van Slipknot na een dag alweer de studio in.

## Promotie
Sommige bronnen meldde voor het uitkomen van het album dat het nine men, one mission zou gaan heten. Later meldde de band dat het album definitief Iowa zou gaan heten. De band kondigde aan dat het album op 19 juni 2001 uitgebracht zou worden, Slipknot zou dan een vijfdaagse "opwarmtour" beginnen. Maar het mixen van het album zou langer duren dan verwacht. Het uitgeven werd uitgesteld en de tournee werd afgezegd. Toen het album op 28 augustus werd uitgegeven begon Slipknot hun Iowa World Tour. Deze tournee betekende een optreden op Ozzfest, een concert samen met System of a down en een complete tournee door Europa en Japan.
Voordat het album werd uitgebracht kwam "The Heretic Anthem" als single uit. Er werden precies 666 cd's met de single uitgebracht. Daarna kwam in 2002 Left behind uit, en daarna My Plague, die de soundtrack werd van de film Resident Evil.

## Muzikale en tekstuele stijl
Net als bij hun vorige album is het genre van Iowa nu metal met invloeden van heavy metal, alternative metal en rapmetal. De band kreeg veel waardering vanwege het nakomen van hun belofte om Iowa zwaarder te maken dan hun debuutalbum. In 2008 vertelde percussionist Shawn Crahan dat het zware geluid van het album te danken is aan de haat die de leden voor elkaar hadden tijdens de opname. Iowa liet ook de meer technische kant van de band zien, in tegenstelling tot het album daarvoor dat slechts rauwe energie bevatte. Het overmatige gebruik van percussie werd ook gewaardeerd door critici en fans. De teksten van Iowa waren gevarieerder geworden, de onderwerpen waren metaforischer, het ging verder nog over haat, geestelijke ziektes en afgunst. Critici hadden verschillende opvattingen over zanger Corey Taylors teksten, vooral omdat op het album zeker veertig keer shit en fuck wordt gezegd.

## Ontvangst
Na het enorme succes van hun vorige album lagen de verwachtingen voor Iowa hoog. Over het algemeen kreeg het album positieve recensies. Vooral door het zware en duistere geluid. Het album bereikte de derde plaats in de Billboard 200, op 5 september 2001 kreeg het album platina status in Amerika.

## Tracklisting
Muziek geschreven door Shawn Crahan, Paul Gray, Joey Jordison, Chris Fehn, Mick Thomson, Sid Wilson, Craig Jones en Jim Root. Alle teksten door Corey Taylor, behalve als iets anders genoteerd staat.
| 1.                 | (515)              | Sid Wilson                             | 0:59  |
| 2.                 | People = Shit      |                                        | 3:35  |
| 3.                 | Disasterpiece      |                                        | 5:08  |
| 4.                 | My Plague          |                                        | 3:40  |
| 5.                 | Everything Ends    |                                        | 4:14  |
| 6.                 | The Heretic Anthem | Corey Taylor, Paul Gray, Joey Jordison | 4:13  |
| 7.                 | Gently             | Shawn Crahan                           | 4:54  |
| 8.                 | Left Behind        |                                        | 4:01  |
| 9.                 | The Shape          |                                        | 3:37  |
| 10.                | I Am Hated         |                                        | 2:37  |
| 11.                | Skin Ticket        |                                        | 6:41  |
| 12.                | New Abortion       |                                        | 3:36  |
| 13.                | Metabolic          |                                        | 3:59  |
| 14.                | Iowa               |                                        | 15:03 |
| Totale duur: 66:19 |                    |                                        |       |

| 15.                | Liberate (live) | 4:25 |
| Totale duur: 70:43 |                 |      |

| 15.                | My Plague (New Abuse Mix) | 3:02 |
| Totale duur: 69:20 |                           |      |

| 1.                 | (515)              | 4:04 |
| 2.                 | People = Shit      | 3:36 |
| 3.                 | Liberate           | 3:38 |
| 4.                 | Left Behind        | 3:39 |
| 5.                 | Eeyore             | 2:38 |
| 6.                 | Disasterpiece      | 5:22 |
| 7.                 | Purity             | 5:26 |
| 8.                 | Gently             | 4:36 |
| 9.                 | Eyeless            | 4:57 |
| 10.                | Drum Solo          | 3:59 |
| 11.                | My Plague          | 3:47 |
| 12.                | New Abortion       | 4:22 |
| 13.                | The Heretic Anthem | 4:59 |
| 14.                | Spit It Out        | 7:44 |
| 15.                | Wait and Bleed     | 3:27 |
| 16.                | 742617000027       | 1:44 |
| 17.                | (sic)              | 4:22 |
| 18.                | Surfacing          | 5:34 |
| Totale duur: 77:54 |                    |      |

| Nr. | Titel                                                         | Duur |
| --- | ------------------------------------------------------------- | ---- |
| 1.  | My Plague (Music video)                                       |      |
| 2.  | Left Behind (Music video)                                     |      |
| 3.  | The Heretic Anthem (Live) (Music video)                       |      |
| 4.  | People = Shit (Live) (Music video)                            |      |
| 5.  | "Goat" An hour-long collection of rare footage and interviews |      |

## Trivia
- De Japanse versie bevat een 15de nummer, een liveversie van Liberate.
- Het eerste nummer (515) verwijst naar de telefooncode van de stad Des Moines in Iowa.
- De schreeuwen in (515) zijn niet van zanger Corey Taylor, maar van DJ Sid Wilson nadat hij hoorde dat zijn grootvader overleden was